# Dekanat Vrhnika
Dekanat Vrhnika – jeden z 17 dekanatów rzymskokatolickich wchodzących w skład archidiakonatu Dolenjsko in Notranjsko archidiecezji lublańskiej w Słowenii. 
Według danych na rok 2015, w jego skład wchodzi 14 parafii.

## Lista parafii
Źródło:
| Lp. | Miejscowość             | Parafia                              | Proboszcz                                                  | Kościół                                              | Grafika |
| --- | ----------------------- | ------------------------------------ | ---------------------------------------------------------- | ---------------------------------------------------- | ------- |
| 1   | Bevke                   | Parafia Podwyższenia Krzyża Świętego | Janez Očkon                                                | Kościół Podwyższenia Krzyża Świętego w Bevke         |         |
| 2   | Borovnica               | Parafia św. Mikołaja, biskupa        | Janez Šilar                                                | Kościół św. Mikołaja w Borovnica                     |         |
| 3   | Dolnji Logatec          | Parafia św. Mikołaja                 | Janez Kompare                                              | Kościół św. Mikołaja w Dolnji Logatec                |         |
| 4   | Gornji Logatec          | Parafia Matki Bożej Różańcowej       | dr. Simon Onušič                                           | Kościół Matki Bożej Różańcowej w Gornji Logatec      |         |
| 5   | Horjul                  | Parafia św. Małgorzaty, męczennicy   | Janez Smrekar                                              | Kościół św. Małgorzaty w Horjul                      |         |
| 6   | Hotedršica              | Parafia św. Jana Chrzciciela         | dr. Simon Onušič                                           | Kościół św. Jana Chrzciciela w Hotedršica            |         |
| 7   | Podlipa                 | Parafia św. Brikcija, biskupa        | Blaž Gregorc                                               | Kościół św. Brikcija w Podlipa                       |         |
| 8   | Preserje                | Parafia św. Wita                     | Marko Košir                                                | Kościół św. Wita w Preserje                          |         |
| 9   | Rakitna                 | Parafia Podwyższenia Krzyża Świętego | nadzorowana przez proboszcza parafii Preserje              | Kościół Podwyższenia Krzyża Świętego w Rakitna       |         |
| 10  | Rovte                   | Parafia św. Michała Archanioła       | Janez Petrič                                               | Kościół św. Michała Archanioła w Rovte               |         |
| 11  | Šentjošt nad Horjulom   | Parafia św. Jana Ewangelisty         | Andrej Sever                                               | Kościół św. Jana Ewangelisty w Šentjošt nad Horjulom |         |
| 12  | Vrh Svetih Treh Kraljev | Parafia w Vrh Svetih Treh Kraljev    | nadzorowana przez proboszcza parafii Šentjošt nad Horjulom | Kościół w Vrh Svetih Treh Kraljev                    |         |
| 13  | Vrhnika                 | Parafia Nawrócenia św. Pawła         | Blaž Gregorc                                               | Kościół Nawrócenia św. Pawła w Vrhnika               |         |
| 14  | Zaplana                 | Parafia św. Ulryka, biskupa          | nadzorowana przez proboszcza parafii Vrhnika               | Kościół św. Ulryka w Zaplana                         |         |